# Göteborgs handelsbank
Göteborgs Handelsbank var en svensk affärsbank som bildades 1897. Initiativtagare var Stockholms Handelsbanks verkställande direktör Louis Fraenckel. Den upphörde 1949 då en del gick upp i Skandinaviska Banken och en del i Jordbrukarbanken.

## Historik
Fraenckel, som ansåg det olämpligt att banken var direkt ägare av bankkontor utanför Stockholm, hade åren innan grundat och slutit samarbetsavtal med Jönköpings handelsbank, Skånska handelsbanken samt Sundsvalls Handelsbank för att ta vara på det uppsving för det ekonomiska livet som gjorde att efterfrågan på banktjänster steg. Samarbetsavtalet löpte ut 1903 utan att förnyas, och därefter agerade banken mer självständigt.

### Fusioner
År 1903 tog banken över Svenljunga folkbank och 1906 genomfördes en större fusion med Jönköpings handelsbank.
Under 1910-talet tog banken över ett antal mindre banker:
- Halmstads bankaktiebolag, 1910.
- Gränna kreditbolag
- Eksjö folkbank, 1914.
- Södra Vadsbo kreditbolag
- Mullsjö kreditbolag, 1916.[2]
- Orusts lån- och sparkassa, 1916.[2]
- Getinge sparbank, 1917.
- Sörby kreditbolag
- Götene kreditbolag
- Hamburgsunds lån- och sparkassa, 1919.

### Nordiska Handelsbanken
Huvudartikel: Nordiska Handelsbanken
Banken utvecklades väl under krigsåren och 1919 fusionerades man med Industribanken under namnet Nordiska Handelsbanken. Med Industribanken följde ett flertal tyngande affärer, och den nya banken tvingades 1925 till rekonstruktion med hjälp av Kreditkassan som därefter kom att äga halva banken. Efter rekonstruktionen återtog man namnet Göteborgs Handelsbank.

### Uppdelning
1949 såldes Göteborgs handelsbank till Skandinaviska Banken, men 14 av dess kontor överfördes till Jordbrukarbanken (som tidigare också rekonstruerats av AB Kreditkassan av år 1922) och genom sammanslagningen bildades 1951 Sveriges Kreditbank.
Göteborgs handelsbanks kontor delades upp enligt vad som nedan redovisas:
- Skandinaviska banken tog över kontoren i Ellös, Falköping, Floby, Fritsla, Gnosjö, Gravarne och Bäckevik, Grimsås, Götene, Habo, Hunnebostrand, Jönköping, Kinna, Kinnared, Kungälv, Lerum, Lysekil, Moholm, Mullsjö, Munkedal, Mårdaklev, Partille, Sandhem, Smålands Burseryd, Strömstad, Tranemo, Unnaryd, Åsarp, Ulricehamn
- Göteborgs bank tog över kontoren i Halmstad, Oskarström, Ljungskile, Svenljunga
- Jordbrukarbanken tog över kontoren i Alingsås, Borås, Falkenberg, Mariestad, Mölndal, Skövde, Tranås, Uddevalla, Varberg, Stockholm och fyra kontor i Göteborg.[6]

Som ett led i detta genomfördes en byteshandel när dessa tre banker och även Wermlands enskilda bank även växlade några av de kontor de dittills hade.

## Huvudkontor
Banken startade i hyrda lokaler på Södra Hamngatan 25.
1901 köpte man det Gibsonska huset på Södra Hamngatan 17 vilket revs. Efter arkitekten Ernst Krügers ritningar restes 1904-1905 en fyra våningar hög barockfasad av granit. Den glasövertäckta bankhallen placerades på innergården. Efter fusionen med Industribanken 1919 tillkom även grannfastigheten på Södra Hamngatan 19-21. Här restes 1921-25 en ny bankbyggnad i 1920-talsklassicism ritad av Arvid Fuhre och Conny Nyquist.

### Lokalkontor
1914-1915 uppförde banken fastigheten på Skeppsbron 4 i Göteborg som banklokal och kontor.